# Pawsonia saxicola
Pawsonia saxicola is een zeekomkommer uit de familie Cucumariidae.
De wetenschappelijke naam van de soort werd in 1871 gepubliceerd door G.S. Brady & D. Robertson.